# Torre de comunicacions de Montjuïc
Der Torre de comunicacions de Montjuïc (Katalanisch „Kommunikationsturm des Montjuïc“), auch als Torre Telefónica oder Torre Calatrava bekannt, ist ein Fernsehturm auf dem Olympiagelände von Barcelona.
Der 136 Meter hohe Turm wurde im Jahr 1991 anlässlich der Olympischen Spiele, die im darauf folgenden Jahr in Barcelona stattfanden, errichtet. Er steht am Plaça d’Europa auf dem Montjuïc, einem Berg im südwestlichen Zentrum von Barcelona.
Der Auftraggeber des Turms war die spanische Telekommunikationsgesellschaft Telefónica. Ausführender Architekt war Santiago Calatrava, dessen Stil deutlich lesbar ist. Viel mehr als seine Funktion macht ihn die Leistung des Architekten und seine Bedeutung als Kunstwerk und Symbol aus.
Er soll durch seine Form an einen Sportler erinnern, der die olympische Flamme trägt. Am Fuß des Turmes befindet sich ein Wasserbecken, der Sockel selbst ist aus Stahlbeton und scheint mit seinen wellenähnlichen Elementen dieses Motiv zu adaptieren. Das Bauwerk ist ganz in weiß gehalten und die Sendeanlage mit glatten Metallplatten verkleidet.
Wie bei vielen der Bauten, die zur Olympiade 1992 entstanden, war auch die Bauzeit dieses Turmes sehr kurz. Es wurden eine flexible kletternde Gleitschalung und gefärbter Straßenbaubeton verwendet. Die verwendete Betonqualität lag weit über der projektierten, um die Bauzeit verkürzen zu können. Der Turm war bereits im Herbst 1991 fertiggestellt.
Ein weiterer Telekommunikationsturm in Barcelona ist der Torre de Collserola von Norman Foster, der ebenfalls für die Olympischen Spiele 1992 gebaut wurde.